# Bartłomiej Bonk
Bartłomiej Wojciech Bonk (Więcbork, 11 de octubre de 1984) es un deportista polaco que compite en halterofilia.
Participó en tres Juegos Olímpicos de Verano,  entre los años 2008 y 2016, obteniendo una medalla de plata en Londres 2012, en la categoría de 105 kg.
Ganó una medalla de bronce en el Campeonato Mundial de Halterofilia de 2013 y dos medallas en el Campeonato Europeo de Halterofilia, oro en 2015 y bronce en 2011.

## Palmarés internacional
| Juegos Olímpicos   | Juegos Olímpicos      | Juegos Olímpicos  | Juegos Olímpicos |
| Año                | Lugar                 | Medalla           | Categoría        |
| ------------------ | --------------------- | ----------------- | ---------------- |
| 2012               | Londres (Reino Unido) | Medalla de plata  | 105 kg           |
| Campeonato Mundial |                       |                   |                  |
| Año                | Lugar                 | Medalla           | Categoría        |
| 2013               | Breslavia (Polonia)   | Medalla de bronce | 105 kg           |
| Campeonato Europeo |                       |                   |                  |
| Año                | Lugar                 | Medalla           | Categoría        |
| 2011               | Kazán (Rusia)         | Medalla de bronce | 105 kg           |
| 2015               | Tiflis (Georgia)      | Medalla de oro    | 105 kg           |